# Biguglia
Biguglia je naselje in občina v francoskem departmaju Haute-Corse regije - otoka Korzika. Leta 2008 je naselje imelo 6.365 prebivalcev.

## Geografija
Kraj leži v severovzhodnem delu otoka Korzike ob slanem jezeru l'Étang de Biguglia, ki ga ločuje od Tirenskega morja, 11 km južno od središča Bastie.

## Uprava
Občina Biguglia skupaj s sosednjimi občinami Borgo, Lucciana in Vignale sestavlja kanton Borgo s sedežem v istoimenskem kraju. Kanton je sestavni del okrožja Bastia.

## Zgodovina
- prazgodovinsko najdišče (neolitik, bronasta doba) na griču Monte Grossu,
- središče Korzike v srednjem veku (v času Pisanske, kasneje Genovske oblasti), prebivališče škofov,
- Po uporu korziških domačinov in njihovem prevzemu Biguglie leta 1372 se je Genovska oblast umaknila na sever, kjer je zgradila utrjen grad - bastiljo; iz nje se je razvila kasnejša Bastia.

## Zanimivosti
- naravni rezervat l'Étang de Biguglia; laguna se nahaja na dveh območjih Nature 2000: prvič kot posebno varstveno območje (koda FR9410101) in drugič kot območje, pomembno za skupnost (koda  FR9400571). Zaradi široke razprostranjenosti je Biguglia ozemlje izrednega ekološkega pomena za celotni sredozemski bazen za vodno floro in favno, kot tudi za ptice.

- kip Vincentella d'Istrie (1380-1434), viteza Aragonske krone. V začetku 15. stoletja je po pristanku na otoku v dveh letih zavojeval skoraj celotno Korziko razen trdnjav v Bonifaciu in Calviju, ki sta ostali v rokah Genove. V Biguglii se je razglasil za korziškega grofa - podkralja. Po odločnem odzivu Genove in njenih zaveznikov se je moral umakniti, tako da je hitro izgubil vse posesti, ki si jih je v tem kratkem času pridobil.